# Avenue Jean-Jaurès (Le Pré-Saint-Gervais)
Pour les articles homonymes, voir Avenue Jean-Jaurès.
L'avenue Jean-Jaurès est une artère importante de la ville du Pré-Saint-Gervais.

## Situation et accès
Orienté du nord au sud, elle rencontre notamment la rue Danton et l'avenue Édouard-Vaillant.

## Origine du nom

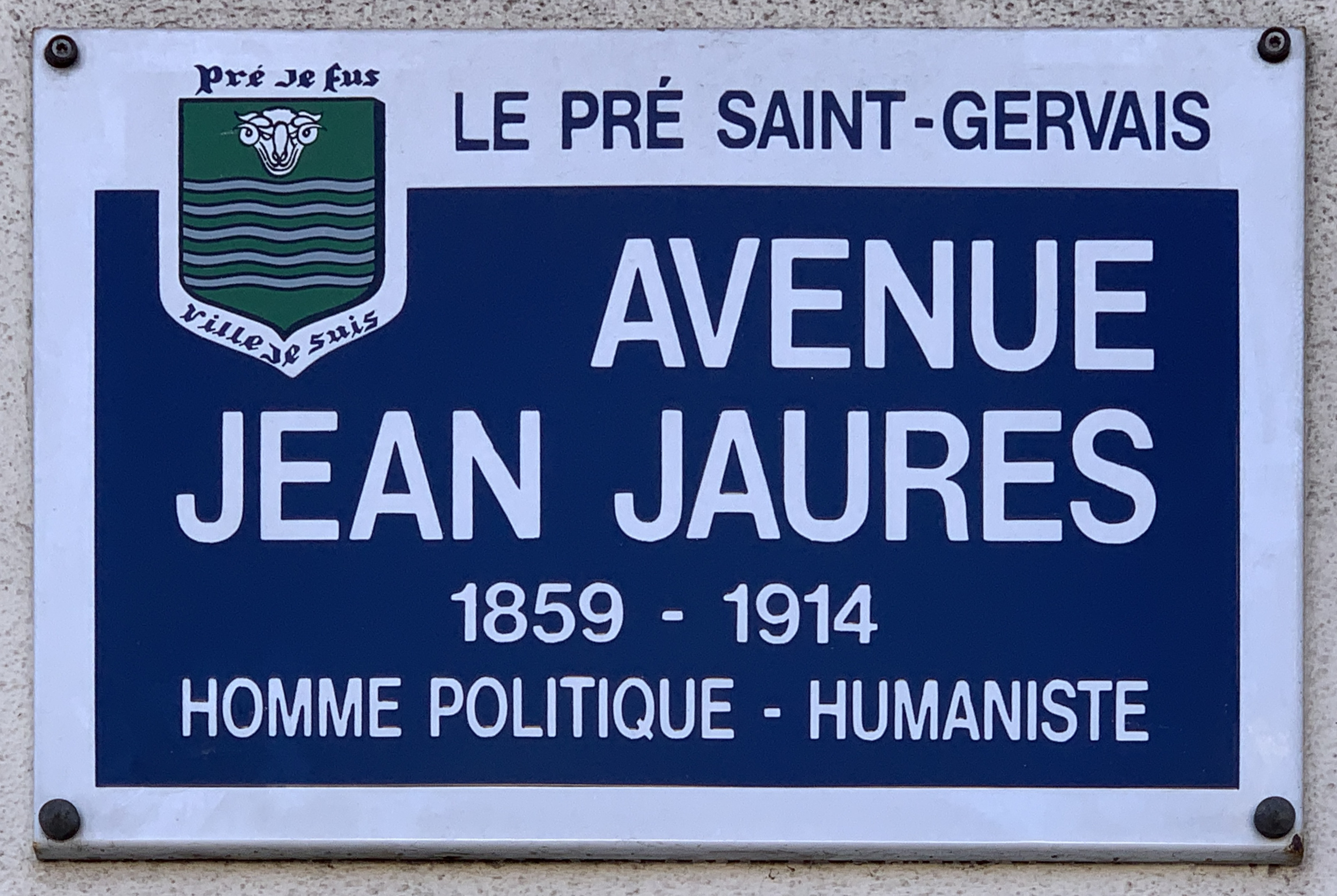
Plaque Avenue Jean-Jaurès, 2021.

Cette avenue a été nommée en hommage à l'homme politique socialiste français Jean Jaurès (1859-1914).

## Historique
Cette avenue a été formée en perçant le bâti existant de façon à réunir la rue du Plateau et la sente du Trou-Morin.

## Bâtiments remarquables et lieux de mémoire

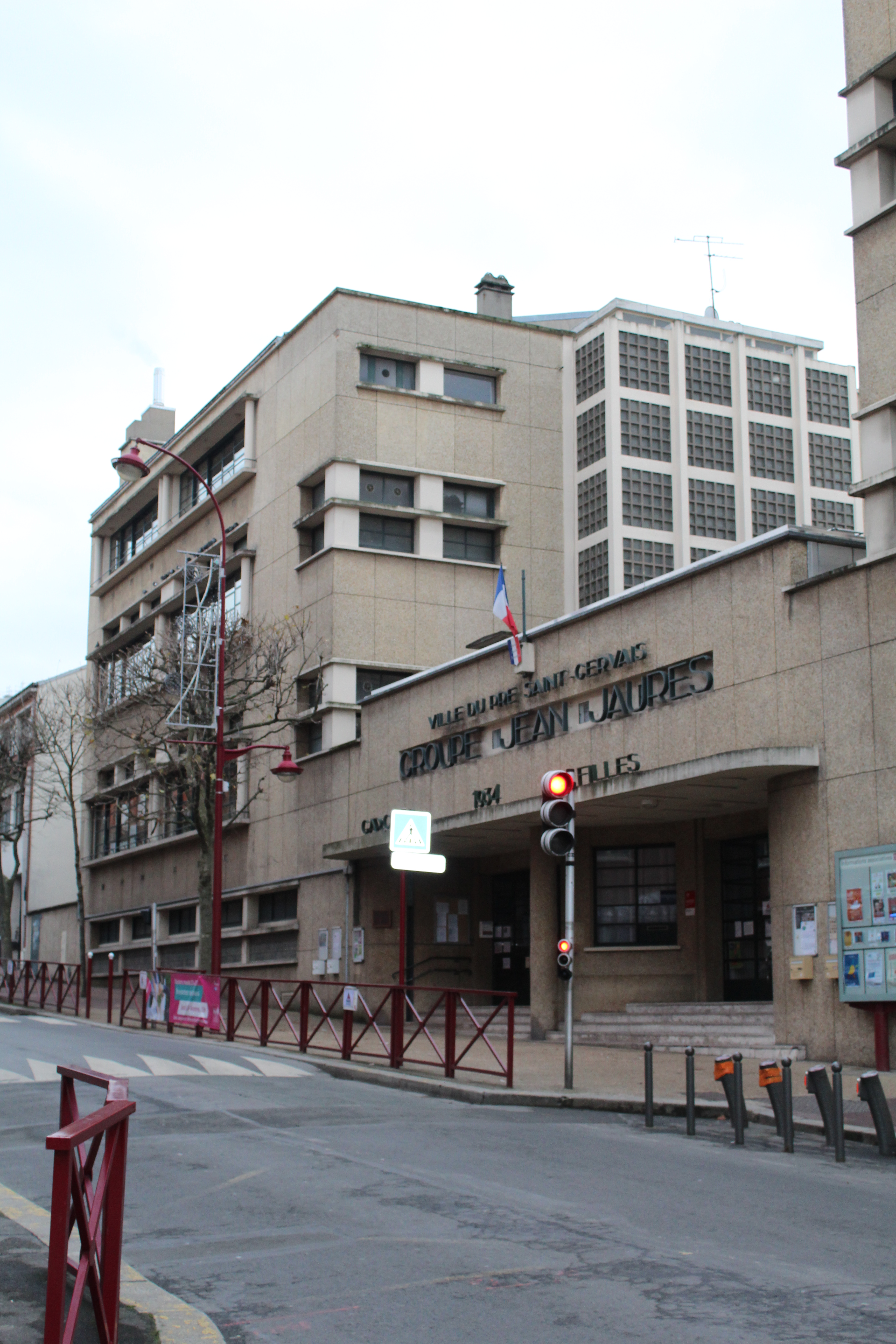
Groupe scolaire Jaurès-Brossolette.

- Groupe scolaire Jaurès-Brossolette, datant de 1934, recensé à l'inventaire général du patrimoine culturel[3].
- Cité-jardin du Pré-Saint-Gervais, datant des années 1930[4],[5],[6].
- Cité Jean-Jaurès, construite de 1965 aux années 1980[7],[8].
- Stade Léo-Lagrange.
- Elle fait partie des clichés de la série photographique 6 mètres avant Paris, réalisée en 1971 par Eustachy Kossakowski[9].